# Sabrina Ferilli
Sabrina Ferilli (sinh ngày 28 tháng 6 năm 1964 tại Roma, Italia) là một diễn viên sân khấu và diễn viên điện ảnh Ý. Cô đã giành được năm giải Nastro d'Argento (bao gồm một giải thưởng đặc biệt vào năm 2016 cho sự tham gia dân sự cho màn trình diễn của mình trong Me, Myself and Her), một Globo d'oro, bốn Ciak d'oro và nhận được bốn đề cử cho David di Donatello. Năm 2013, cô xuất hiện trong dàn diễn viên của bộ phim đoạt giải Oscar La grande bellezza do Paolo Sorrentino đạo diễn.

## Tiểu sử
Ferilli sinh tại Rome vào ngày 28 tháng 6 năm 1964. Cha cô cũng đến từ Roma và là phát ngôn viên của Đảng Cộng sản Ý ở vùng Lazio và mẹ cô, người lớn lên ở Fiano Romano ở tỉnh Roma, là một bà nội trợ và là người gốc Caserta. Cô đã theo học Liceo Clasico Orazio ("trường trung học cổ điển Orazio") ở Roma. Sau khi thất bại trong việc tham gia Centro Sperimentale di Cinematografia ở Rome, cô bắt đầu sự nghiệp của mình với tư cách là một nữ diễn viên điện ảnh trong các phần thứ hai, diễn xuất trong Sweets từ Stranger bởi Franco Ferrini, và những vai diễn nhỏ trong các phim hạng hai vào cuối những năm 1980.
Ferilli đã kết hôn với luật sư người Ý Andrea Perone từ năm 2003 đến năm 2005. Từ năm 2011, cô đã kết hôn với quản lý Flavio Cattaneo. Cô là một fan hâm mộ của AS Roma.